# Пытьки
Пытьки — деревня в Хиславичском районе Смоленской области России. Входит в состав Печерского сельского поселения. Население — 8 жителей (2007 год). 
Расположена в юго-западной части области в 11 км к юго-востоку от Хиславичей, в 36 км западнее автодороги А141 Орёл — Витебск, на берегу реки Белица. В 36 км восточнее деревни расположена железнодорожная станция Крапивенская на линии Смоленск — Рославль. 

## История
В годы Великой Отечественной войны деревня была оккупирована гитлеровскими войсками в июле 1941 года, освобождена в сентябре 1943 года.